# Constanza Varela
Constanza Varela de la Barra (Temuco, 15 de abril de 1991), más conocida como Tanza Varela, es una actriz chilena que se dio a conocer en la telenovela Corazón Rebelde de Canal 13.
En 2013 decidió alejarse de la televisión y en 2014 emigró a México. Se ha sabido que estudia en el prestigioso Centro de Educación Artística de Televisa.

## Biografía
Estudió en el Colegio San Francisco del Alba de Las Condes.
A los 14 años de edad fue portada de la revista juvenil Tú y a los 17 obtuvo su primer papel en una ficción. Fue en la adaptación de la teleserie argentina Rebelde Way, realizada por Canal 13 con el título Corazón Rebelde y dirigida por Herval Abreu. Su papel era el de Victoria López.
Pese a no ser parte del grupo musical que tenía la teleserie, CRZ (integrado por Denise Rosenthal, Augusto Schuster, Luciana Echeverría, Ignacio Garmendia y Magdalena Muller), al igual que ellos Constanza fue invitada frecuentemente al programa Alfombra roja, que en ese entonces era un magazine conducido por Diana Bolocco y Eduardo Fuentes. Rápidamente se convirtió en un personaje televisivo y adquirió el apodo de Tanza.
Durante 2010, mientras terminaba sus estudios secundarios, continuó actuando en algunas series aunque cada vez era más requerida por programas de TV. Finalmente, en 2011 Canal 13 la llamó nuevamente ahora como participante del reality show Año 0. Esa fue su entrada definitiva a la farándula nacional.
Si bien estuvo a cargo del backstage del programa de Martín Cárcamo, Quiero mi Fiesta y fue panelista de un late show de Iván Guerrero en UCV TV, cada vez su vida privada era fuente de comentario en los programas de farándula. En 2012 fue panelista de Intrusos de La Red conducido en ese entonces por Julia Vial. También estuvo en Yingo pero renunció a los pocos días.
Finalmente, Varela aseguró estar cansada de la televisión y decidió abandonar Chile en 2014.
Más tarde se supo que en el país azteca logró un cupo en el prestigioso Centro de Educación Artística de Televisa.

## Vida privada
Comenzó a radicar en México desde 2014. Mantuvo una relación con el empresario mexicano Aaron Olechnowicz, con quien tuvo un hijo llamado Diego, sin embargo la relación terminó. Actualmente mantiene una relación con el cineasta chileno Matías Bize y ambos radican en Puerto Escondido, Oaxaca.

## Televisión

### Telenovelas
- Corazón rebelde (El Trece 2009) - Victoria "Vico" López

### Series
- Infieles (Chilevisión)
  - Amoblado para Arriendo (2010) - Eloisa
  - La Replica (2010) - Rosario "Charito"
  - El Arañazo (2011)

- Teatro en Chilevisión - María Javiera (episodio: La reina de las divas)

### Programas
- 2010 : Mira quién habla (Mega) : Panelista
- 2010 : Teatro en Chilevisión (Chilevisión)
- 2010 : En portada (UCV TV) : Notera
- 2011 : Año 0 (Canal 13) : Participante
- 2011 : El experimento (TVN) : /Jurado
- 2012 : Circo (UCV TV) : Panelista
- 2012: Fiebre de baile (Chilevisión) : Participante
- 2012 : Amazonas (Chilevisión) : Participante
- 2012 : Intrusos (La Red) : Panelista

## Vídeos musicales
| Año  | Título      | Artista          | Dirección     |
| ---- | ----------- | ---------------- | ------------- |
| 2010 | Refrescante | Sebastián Longhi | Raúl De Pablo |